# نات والتون
نات والتون (بالإنجليزية: Nat Walton)‏ (1866 ببرستون في المملكة المتحدة - 3 مارس 1930) هو لاعب كرة قدم بريطاني (وحمل سابقاً جنسية المملكة المتحدة لبريطانيا العظمى وأيرلندا) في مركز مهاجم داخلي. شارك مع منتخب إنجلترا لكرة القدم. أما مع النوادي، فقد لعب مع بلاكبيرن روفرز.

## وصلات خارجية
- نات والتون على موقع قاعدة بيانات كرة القدم.إي يو (الإنجليزية)
- نات والتون على موقع ناشيونال فوتبول تيمز (الإنجليزية)